# Lista dei momenti di inerzia
Di seguito è riportato un elenco riassuntivo dei principali momenti di inerzia.

## Momenti di inerzia

### Massa puntiforme
| Descrizione | Momento di inerzia                                     | Commento |
| --- | ------------------------------------------------------ | --- |
| Massa puntiforme m a distanza r dall'asse di rotazione.                                                                                               | {\displaystyle I=mr^{2}}                               | Una massa puntiforme non ha momento di inerzia intorno al proprio asse, ma usando il teorema degli assi paralleli (Huygens-Steiner) si ottiene un momento di inerzia intorno a un asse di rotazione distante. |
| Due masse puntiformi, M e m, con massa ridotta {\displaystyle \mu } e separate da una distanza x (asse di rotazione passante per il centro di massa). | {\displaystyle I={\frac {Mm}{M\!+\!m}}x^{2}=\mu x^{2}} | — |

### Asta
| Descrizione                                                           | Figura | Momento di inerzia                                               | Commento |
| --------------------------------------------------------------------- | ------ | ---------------------------------------------------------------- | --- |
| Asta di lunghezza L e massa m (asse di rotazione alla fine dell'asta) |        | {\displaystyle I_{\mathrm {estrem.} }={\frac {mL^{2}}{3}}\,\!}   | Questa espressione assume che l'asta sia un filo infinitamente sottile ma rigido. Questo è anche un caso particolare della piastra rettangolare con asse di rotazione alla fine della piastra, e con h = L e w = 0. |
| Asta di lunghezza L e massa m                                         |        | {\displaystyle I_{\mathrm {centrale} }={\frac {mL^{2}}{12}}\,\!} | Questa espressione assume che l'asta sia un filo infinitamente sottile ma rigido. Questo è anche un caso particolare della piastra rettangolare con asse di rotazione al centro della piastra, con w = L e h = 0.   |

### Circonferenza
| Descrizione                                 | Figura | Momento di inerzia                                                                 | Commento |
| ------------------------------------------- | ------ | ---------------------------------------------------------------------------------- | --- |
| Circonferenza sottile di raggio r e massa m |        | {\displaystyle I_{z}=mr^{2}\!} {\displaystyle I_{x}=I_{y}={\frac {mr^{2}}{2}}\,\!} | Questa espressione vale anche per un anello abbastanza sottile da essere approssimabile a una circonferenza, ed è un caso particolare sia del toro per b = 0 (vedi più in basso), sia del tubo cilindrico con pareti spesse ed estremità aperte, con r1=r2 e h = 0. |

### Disco
| Descrizione                                                                   | Figura | Momento di inerzia                                                                                | Commento |
| ----------------------------------------------------------------------------- | ------ | ------------------------------------------------------------------------------------------------- | --- |
| Disco solido e sottile, di raggio {\displaystyle r} e massa {\displaystyle m} |        | {\displaystyle I_{z}={\frac {mr^{2}}{2}}\,\!} {\displaystyle I_{x}=I_{y}={\frac {mr^{2}}{4}}\,\!} | Questo è un caso particolare del cilindro solido, con {\displaystyle h=0}. |
| Semidisco sottile, di raggio {\displaystyle r} e massa {\displaystyle m}      |        | {\displaystyle I_{z}=mr^{2}\left({\frac {1}{2}}-{\frac {16}{9\pi ^{2}}}\right)}                   | Si può ottenere questo risultato molto semplicemente, considerando il momento d'inerzia di un disco rispetto al suo centro di massa come somma dei momenti d'inerzia di due dischi rispetto al centro dei loro diametri. Dopodiché, si applica il teorema di Huygens-Steiner all'inverso (distanza del centro del diametro dal centro di massa {\displaystyle d={\frac {4}{3\pi }}r}). Analogamente al disco, questo è un caso particolare del semicilindro solido, con {\displaystyle h=0}. |

### Cilindro
| Descrizione | Figura | Momento di inerzia | Commento |
| --- | ------ | --- | --- |
| Superficie cilindrica sottile con estremità aperte, di raggio r e massa m                                             |        | {\displaystyle I=mr^{2}\!} | Questa espressione vale per un cilindro vuoto (come per esempio un tubo), con spessore delle pareti trascurabile (appunto approssimabile a una superficie cilindrica). È un caso particolare del tubo cilindrico con pareti spesse ed estremità aperte e r1=r2. Anche una massa puntiforme (m) alla fine di un'asta di lunghezza r ha lo stesso momento di inerzia, e il valore r è chiamato raggio di inerzia. |
| Cilindro solido di raggio r, altezza h e massa m                                                                      |        | {\displaystyle I_{z}={\frac {mr^{2}}{2}}\,\!} {\displaystyle I_{x}=I_{y}={\frac {1}{12}}m\left(3r^{2}+h^{2}\right)} | Questo è un caso particolare del tubo cilindrico con pareti spesse ed estremità aperte, con r1=0. |
| Tubo cilindrico con pareti spesse ed estremità aperte, di raggio interno r1, raggio esterno r2, lunghezza h e massa m |        | {\displaystyle I_{z}={\frac {1}{2}}m\left({r_{2}}^{2}+{r_{1}}^{2}\right)} {\displaystyle I_{x}=I_{y}=} {\displaystyle ={\frac {1}{12}}m\left[3\left({r_{2}}^{2}+{r_{1}}^{2}\right)+h^{2}\right]}o definendo lo spessore normalizzato tn = t/r e ponendo r = r2,allora {\displaystyle I_{z}=mr^{2}\left(1-t_{n}+{\frac {1}{2}}{t_{n}}^{2}\right)} | Con densità ρ e la stessa geometria {\displaystyle I_{z}={\frac {1}{2}}\pi \rho h\left({r_{2}}^{4}-{r_{1}}^{4}\right)} {\displaystyle I_{x}=I_{y}=} {\displaystyle ={\frac {1}{12}}\pi \rho h\left(3({r_{2}}^{4}-{r_{1}}^{4})+h^{2}({r_{2}}^{2}-{r_{1}}^{2})\right)} |
| Semicilindro solido di raggio r, altezza h e raggio r                                                                 |        | {\displaystyle I_{z}=mr^{2}\left({\frac {1}{2}}-{\frac {16}{9\pi ^{2}}}\right)} | Vedi il semidisco per il calcolo |

### Sfera
| Descrizione                         | Figura | Momento di inerzia                         | Commento |
| ----------------------------------- | ------ | ------------------------------------------ | --- |
| Sfera (cava) di raggio r e massa m  |        | {\displaystyle I={\frac {2mr^{2}}{3}}\,\!} | Una sfera cava può essere considerata come costituita da due pile di circonferenze infinitamente sottili, una sopra l'altra, con i raggi che aumentano da 0 a r (o un'unica pila, con il raggio dei cerchi crescente da -r a r). |
| Sfera (piena) di raggio r e massa m |        | {\displaystyle I={\frac {2mr^{2}}{5}}\,\!} | Una sfera può essere considerata come costituita da due pile di dischi solidi infinitamente sottili, uno sopra l'altro, con i raggi che aumentano da 0 a r (o un'unica pila, con il raggio dei cerchi crescente da -r a r). Un altro modo per ottenere la sfera piena è considerarla costituita da sfere cave infinitamente sottili, con raggio crescente da 0 a r. |

### Cono
| Descrizione                                                    | Figura | Momento di inerzia |
| -------------------------------------------------------------- | ------ | --- |
| Cono (pieno) circolare retto con raggio r, altezza h e massa m |        | {\displaystyle I_{z}={\frac {3}{10}}mr^{2}\,\!} {\displaystyle I_{x}=I_{y}={\frac {3}{5}}m\left({\frac {r^{2}}{4}}+h^{2}\right)\,\!} |

### Toro
| Descrizione | Figura | Momento di inerzia |
| --- | ------ | --- |
| Toro con raggio del tubo (raggio del cerchio rosso) a, distanza dal centro del tubo al centro del toro (raggio del cerchio rosa) b e massa m. |        | Intorno al diametro: {\displaystyle {\frac {1}{8}}\left(5a^{2}+4b^{2}\right)m} Intorno all'asse passante per il centro: {\displaystyle \left({\frac {3}{4}}a^{2}+b^{2}\right)m} |

### Ellissoide
| Descrizione                                                                  | Figura | Momento di inerzia                                    |
| ---------------------------------------------------------------------------- | ------ | ----------------------------------------------------- |
| Ellissoide (solido) di semiassi a, b, e c, con asse di rotazione a e massa m |        | {\displaystyle I_{a}={\frac {m(b^{2}+c^{2})}{5}}\,\!} |

### Piastra
| Descrizione | Figura | Momento di inerzia                                                 |
| --- | ------ | ------------------------------------------------------------------ |
| Piastra rettangolare sottile di altezza h, larghezza w e massa m (Asse di rotazione all'estremità della piastra) |        | {\displaystyle I_{e}={\frac {mh^{2}}{3}}+{\frac {mw^{2}}{12}}\,\!} |
| Piastra rettangolare sottile di altezza h, larghezza w e massa m                                                 |        | {\displaystyle I_{c}={\frac {m(h^{2}+w^{2})}{12}}\,\!}             |

### Parallelepipedo
| Descrizione | Figura | Momento di inerzia | Commento |
| --- | ------ | --- | --- |
| Parallelepipedo solido di altezza h, larghezza w, profondità d e massa m                                       |        | {\displaystyle I_{h}={\frac {1}{12}}m\left(w^{2}+d^{2}\right)} {\displaystyle I_{w}={\frac {1}{12}}m\left(h^{2}+d^{2}\right)} {\displaystyle I_{d}={\frac {1}{12}}m\left(h^{2}+w^{2}\right)} | Per un cubo orientato allo stesso modo e con lati di lunghezza {\displaystyle s}: {\displaystyle I_{CM}={\frac {ms^{2}}{6}}\,\!}. |
| Parallelepipedo solido di altezza D, larghezza W, lunghezza L e massa m con asse lungo la diagonale più lunga. |        | {\displaystyle I={\frac {m\left(W^{2}D^{2}+L^{2}D^{2}+L^{2}W^{2}\right)}{6\left(L^{2}+W^{2}+D^{2}\right)}}}                                                                                  | Per un cubo di lato {\displaystyle s}, {\displaystyle I={\frac {ms^{2}}{6}}\,\!}.                                                 |

### Poligono piano
| Descrizione | Figura | Momento di inerzia | Commento |
| --- | ------ | --- | --- |
| Poligono piano con vertici {\displaystyle {\vec {P}}_{1},{\vec {P}}_{2},\ldots ,{\vec {P}}_{N}} e massa {\displaystyle m} uniformemente distribuita, che ruota intorno a un asse perpendicolare al piano e passante per l'origine. |        | {\displaystyle {\begin{aligned}I&=\\&={\frac {m}{6}}{\frac {\sum \limits _{n=1}^{N-1}\\|{\vec {P}}_{n+1}\times {\vec {P}}_{n}\\|(({\vec {P}}_{n+1}\cdot {\vec {P}}_{n+1})+({\vec {P}}_{n+1}\cdot {\vec {P}}_{n})+({\vec {P}}_{n}\cdot {\vec {P}}_{n}))}{\sum \limits _{n=1}^{N-1}\\|{\vec {P}}_{n+1}\times {\vec {P}}_{n}\\|}}\end{aligned}}} | Questa espressione assume che il poligono sia stellato. I vettori {\displaystyle {\vec {P}}_{1}}, {\displaystyle {\vec {P}}_{2}}, {\displaystyle {\vec {P}}_{3}}, ..., {\displaystyle {\vec {P}}_{N}} sono i vettori posizione dei vertici. |

### Disco con massa distribuita normalmente
| Descrizione | Figura | Momento di inerzia                   |
| --- | ------ | ------------------------------------ |
| Disco infinito con massa distribuita normalmente su due assi intorno all'asse di rotazione (per esempio: {\displaystyle \rho (x,y)={\tfrac {m}{2\pi ab}}\exp({-((x/a)^{2}+(y/b)^{2})/2})} dove {\displaystyle \rho (x,y)} è la densità della massa in funzione di x e y). |        | {\displaystyle I=m(a^{2}+b^{2})\,\!} |